# Adaptació de dominis

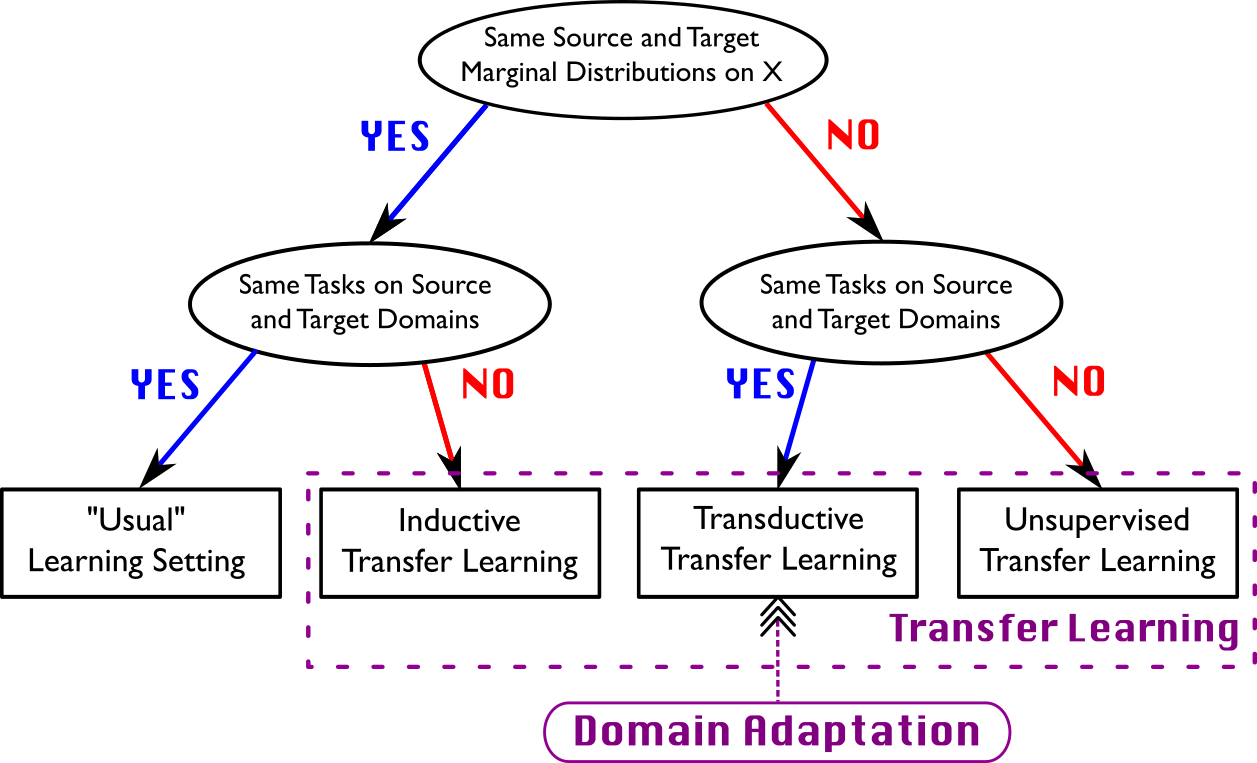
Distinció entre la configuració habitual d'aprenentatge automàtic i l'aprenentatge de transferència, i el posicionament de l'adaptació del domini

L'adaptació de dominis és un camp associat amb l'aprenentatge automàtic i l'aprenentatge per transferència. Aquest escenari sorgeix quan pretenem aprendre d'una distribució de dades font un model de bon rendiment en una distribució de dades objectiu diferent (però relacionada). Per exemple, una de les tasques del problema comú del filtratge de correu brossa consisteix a adaptar un model d'un usuari (la distribució d'origen) a un nou usuari que rep correus electrònics significativament diferents (la distribució de destinació). També s'ha demostrat que l'adaptació del domini és beneficiosa per aprendre fonts no relacionades. Tingueu en compte que, quan hi ha més d'una distribució d'origen disponible, el problema s'anomena adaptació de domini multifont.

## Visió general
L'adaptació de domini és la capacitat d'aplicar un algorisme entrenat en un o més "dominis font" a un "domini objectiu" diferent (però relacionat). L'adaptació de dominis és una subcategoria de l'aprenentatge per transferència. En l'adaptació de dominis, els dominis d'origen i de destinació tenen tots el mateix espai de característiques (però distribucions diferents); en canvi, l'aprenentatge de transferència inclou casos en què l'espai de característiques del domini objectiu és diferent de l'espai o espais de característiques d'origen.

## Canvi de domini
Un canvi de domini, o canvi de distribució, és un canvi en la distribució de dades entre el conjunt de dades d'entrenament d'un algorisme i un conjunt de dades que troba quan es desplega. Aquests canvis de domini són habituals en aplicacions pràctiques de la intel·ligència artificial. Els algorismes convencionals d'aprenentatge automàtic sovint s'adapten malament als canvis de domini. La comunitat moderna d'aprenentatge automàtic té moltes estratègies diferents per intentar aconseguir una millor adaptació del domini.

### Exemples
- És possible que un algorisme entrenat en els cables de notícies s'hagi d'adaptar a un nou conjunt de dades de documents biomèdics.
- Un filtre de correu brossa, entrenat en un determinat grup d'usuaris de correu electrònic durant la formació, s'ha d'adaptar a un nou usuari objectiu quan es desplega.
- Aplicació d'algoritmes de diagnòstic d'IA, entrenats amb dades etiquetades associades a malalties anteriors, a noves dades sense etiquetar associades a la pandèmia de la COVID-19.
- Un canvi social sobtat, com un brot pandèmic, pot constituir un canvi de domini i provocar que els algorismes d'aprenentatge automàtic formats amb dades de consumidors ara obsoletes fallin i requereixin intervenció.

Altres aplicacions inclouen la detecció de localització wifi i molts aspectes de la visió per ordinador.

## Quatre principis algorísmics

### Algorismes de reponderació
L'objectiu és tornar a ponderar la mostra etiquetada com a font de manera que "sembli" la mostra objectiu (en termes de la mesura d'error considerada).

### Algorismes iteratius
Un mètode d'adaptació consisteix a "etiquetar automàticament" de manera iterativa els exemples objectiu. El principi és senzill:
1. un model s'aprèn dels exemples etiquetats;
2. etiqueta automàticament alguns exemples de destinació;
3. un nou model s'aprèn dels nous exemples etiquetats.

Cal tenir en compte que existeixen altres enfocaments iteratius, però normalment necessiten exemples etiquetats com a objectiu.